# 王維章
王维章（？—？），字于大，號筐石，湖广荆州府夷陵州人。

## 生平
万历四十年（1612年）壬子科湖广乡试举人，四十一年（1613年）联捷癸丑科進士，禮部觀政，授户部主事，四十五年升贵州司郎中，密云管粮。四十七年三月升知浙江杭州府。天啓二年丁憂，四年補车驾司郎中，升任山东布政使司右参政，分守霸州道，五年（1625年）六月因其屡向南城关捉人犯，被御史倪文焕参劾削籍。崇祯元年，起复陕西右参政，六月升本省按察使，调撫治西宁道。三年升本省右布政使，本年革职。四年十月，起復雲南右布政使，五年转左布政。七年闰八月升任右副都御史、四川巡抚，维章所至以贪墨著，备兵西宁，以克削，致军变。礼部尚书王应熊力庇之，举为四川巡抚，至公然形之揭奏云：维章，臣畏友、益友也等语。及任四川后，以贿败，时无敢言之者。十一年三月，李自成直逼成都，王维章方守保宁，反在外，连失三十余州县。崇祯帝大怒，命逮维章与四川总兵侯良柱下诏狱，时良柱已死，王维章获罪遷戍，在獄中去世，天下人冤之。